# Ospedaletti
Ospedaletti (en ligur Spiareti) és un comune italià, situat a la regió de la Ligúria i a la província d'Imperia. El 2015 tenia 3.367 habitants.

## Geografia
Situat en un amfiteatre natural, entre el cap de Nero i el Cap Sant'Ampelio, es troba a només sis quilòmetres del centre de Sanremo i és un atractiu centre turístic residencial. Està a uns 30 km de la capital, Imperia. Té una superfície de 5,45 km² i la frazione de Porrine. Limita amb Bordighera, Sanremo, Seborga i Vallebona.

## Evolució demogràfica
| Gràfica d'evolució de Ospedaletti entre 1861 i 2011 |
|                                                     |
| Font: ISTAT                                         |